# Mándok vasútállomás
Mándok vasútállomás egy Szabolcs-Szatmár-Bereg vármegyei vasútállomás, Mándok településen, a MÁV üzemeltetésében. A belterület északkeleti részén helyezkedik el, közúti elérését a 4115-ös útból kiágazó 41 313-as számú mellékút biztosítja.

## Vasútvonalak
Az állomást az alábbi vasútvonalak érintik:
- Mátészalka–Záhony-vasútvonal

## Kapcsolódó állomások
A vasútállomáshoz az alábbi állomások vannak a legközelebb:
- Tornyospálca vasútállomás (Mátészalka–Záhony-vasútvonal)
- Eperjeske alsó megállóhely (Mátészalka–Záhony-vasútvonal)
- Tiszabezdéd megállóhely

## Forgalom
| Járat        | Útvonal | Gyakoriság   |
| ------------ | --- | ------------ |
| személyvonat | Tiborszállás – Nagyecsed – Nyírcsaholy – Mátészalka – Ópályi – Nagydobos – Vitka – Vásárosnamény – Kisvarsány – Gyüre – Aranyosapáti – Újkenéz – Tornyospálca – Mándok – Eperjeske alsó – Záhony | 2-4 óránként |